# Fuelles de Neptuno, pasaje
Fuelles de Neptuno, pasaje är en vik i Antarktis. Den ligger i Sydshetlandsöarna. Argentina, Chile och Storbritannien gör anspråk på området.